# Багдарин
Багдари́н (бур. Сагаан Уула) — село (в 1973—1990 годах — рабочий посёлок), административный центр Баунтовского эвенкийского района Республики Бурятия и сельского поселения «Багдаринское».
Население — 4525 чел. (2021).

## География
Находится на северо-востоке Бурятии в центре Баунтовского эвенкийского района, у южного подножия Белой горы, на левом берегу реки Багдарин (левый приток Малого Амалата). Площадь села — 10,5 км².
Является конечным пунктом региональной автодороги Р437 Романовка — Багдарин. Расстояния: до ближайшей железнодорожной станции в городе Чита — 332 км; до республиканского центра — города Улан-Удэ — 597 км. В 11 км к юго-западу от села расположен аэропорт Багдарин (Маловский) (аэропорт с 2009 года имеет статус лётной площадки).

### Климат
В Багдарине резко континентальный климат. Зима долгая и суровая. Устойчивые морозы длятся 163—183 дня. Из-за суровости климата Баунтовский район приравнен к районам Крайнего Севера. Средние температуры в январе составляют от −26 °С до −32 °С, минимум зафиксирован на отметке −51,6 °С. Небольшое количество осадков приводит к маломощному снежному покрову, что при низких отрицательных температурах способствует образованию вечной мерзлоты.
Лето короткое и умеренно тёплое. Период безморозной погоды длится всего 30—45 дней. Средние температуры в июле от +15 °С до +16 °С. Основная доля летних дождей приходится на июль—август. За год на территорию района выпадает от 300 до 400 мм осадков. По сезонам осадки распределены неравномерно, наибольшее их количество приходится на тёплый период года.

## Климат
| Показатель                    | Янв.  | Фев.  | Март  | Апр.  | Май   | Июнь | Июль | Авг. | Сен.  | Окт.  | Нояб. | Дек.  | Год   |
| ----------------------------- | ----- | ----- | ----- | ----- | ----- | ---- | ---- | ---- | ----- | ----- | ----- | ----- | ----- |
| Абсолютный максимум, °C       | 1,7   | 6,9   | 18,4  | 26,7  | 31,8  | 33,8 | 35,1 | 32,6 | 29,6  | 24,1  | 10,3  | 4,5   | 35,1  |
| Средний суточный максимум, °C | −18,3 | −10,5 | −3    | 5,9   | 14,6  | 22,0 | 24,1 | 21,3 | 14,0  | 4,1   | −9,2  | −19   | 3,8   |
| Средняя температура, °C       | −28,4 | −22,8 | −13,7 | −2,1  | 6,6   | 13,6 | 16,2 | 13,3 | 5,5   | −4,8  | −18,5 | −27,6 | −5,2  |
| Средний суточный минимум, °C  | −34,8 | −31,9 | −23,8 | −10,6 | −2    | 4,8  | 8,4  | 6,0  | −1,7  | −12   | −25,1 | −33,2 | −13   |
| Абсолютный минимум, °C        | −50,2 | −51,6 | −45   | −36,6 | −17,6 | −9   | −4,4 | −8,9 | −23,9 | −33,3 | −44,5 | −50   | −51,6 |
| Норма осадков, мм             | 3     | 2     | 4     | 13    | 35    | 74   | 106  | 97   | 42    | 10    | 7     | 3     | 396   |
| Источник:                     |       |       |       |       |       |      |      |      |       |       |       |       |       |

## История
22 августа 1932 года на заседании президиума Баунтовского туземного райисполкома обсуждалась информация специальной комиссии по изысканию площадки для строительства районного центра. Так было обследовано три площадки, но наиболее пригодной для застройки признано место напротив прииска Старый Багдарин около Белой горы. Комиссии было предложено определить наличие стройматериалов, составить план строительства к 1 сентября 1932 года. Газета «Красный Баунт» 13 октября того же года писала, что «развернулось строительство районного города».
22 марта 1973 года Багдарин отнесён к категории рабочих посёлков.
15 ноября 1990 года посёлок городского типа Багдарин преобразован в сельский населённый пункт.

## Население
| 1959 | 1970  | 1979  | 1989  | 2002  | 2010  | 2021  |
| ---- | ----- | ----- | ----- | ----- | ----- | ----- |
| 1805 | ↗3373 | ↗3902 | ↗4825 | ↘4733 | ↗4735 | ↘4525 |

## Известные уроженцы, жители
Нупрейчик, Елена Геннадьевна (род. 1972, с. Багдарин) — российский журналист, режиссёр.

## Инфраструктура
В селе есть почта, столовая, рок-бар "Черный гусь", магазины, гостиница, средняя общеобразовательная школа, детский сад, эвенкийская школа-интернат.

### Учреждения культуры
- Музей народов Севера Бурятии (как филиал действует геологический музей). Экспозиционная площадь музея — 431,5 м²., его основной фонд составляет свыше 1500 экспонатов. Средняя посещаемость за год — 2500—3000 человек.
- Центральная районная библиотека.
- Детская школа искусств.

## Достопримечательности

### Петропавловская церковь
Петропавловская церковь — православный храм, относится к Северобайкальской епархии Бурятской митрополии Русской православной церкви.

### Пещера
В 18 км от Багдарина находится одна из самых крупных пещера Забайкалья и Дальнего Востока — «Долганская яма». Её длина — 5220 м, глубина — 130 м. Уникальна натёчными образованиями. В ней зимуют многочисленные колонии летучих мышей.

### Целебный источник
В 125 км от села, на берегу озера Баунт, возле природного горячего сероводородного источника находится санаторий «Горячий ключ» для лечения органов движения, периферической нервной системы, заболеваний сердца и суставов.